# 斯维尔德洛夫村 (俄罗斯)
斯维尔德洛夫村（羅馬化：Posyolok imeni Sverdlova）是俄罗斯列宁格勒州的市级镇，属弗谢沃洛日斯克区，地处列宁格勒州中西部涅瓦河右岸，位于区行政中心弗谢沃洛日斯克南方，在州府圣彼得堡东南、加特契纳东北方。
名称来自于苏联政治人物雅科夫·斯维尔德洛夫。该地2021年人口有11,868人；2010年人口9,260；2002年人口9,197；1989年人口8,905。